# جوانا فاسكونسيلوس (راكبة الكنو)
جوانا فاسكونسيلوس هي راكبة الكنو برتغالية، ولدت في 22 فبراير 1991 في فيلا نوا دغايا في البرتغال.

## وصلات خارجية
- جوانا فاسكونسيلوس على موقع أوليمبيديا (الإنجليزية)